# Fagémido
Un fagémido, fagómido o fásmido es un tipo de vector de clonación empleado en biotecnología, compuesto por un plásmido al que se le ha incorporado el origen de replicación de un fago filamentoso (fagos de ácido desoxirribonucleico (ADN) monocatenario), tales como el fago M13 o F1. De este modo mantiene todas las utilidades de los plásmidos pero además tiene la capacidad de producir ADN monocatenario.
La obtención de ADN monohebra ha sido muy importante para las técnicas de secuenciación aunque en la actualidad se realizan igualmente con ADN bicatenario. Así las aplicaciones del ADN monocatenario se concentran actualmente en su empleo como sondas y en ensayos de mutagénesis.
Generalmente se manejan como plásmidos, pudiendo crecerlos en gran cantidad como ADN bicatenario. Cuando se desea obtener ADN monocatenario se coinfecta el cultivo bacteriano con un fago filamentoso auxiliar, preferiblemente defectivo. La proteína II del fago reconoce la "región intergénica" (origen de replicación de fago filamentoso) insertada en el plásmido, corta la hebra (+) y la replica en "círculo-rodante". El ADN monohebra se recubre de proteínas y sale por extrusión (es un parásito celular, no un fago lítico) de la célula.  